# Alfred H. Powell
Alfred H. Powell (* 6. März 1781 im Loudoun County, Virginia; † 1831 ebenda) war ein US-amerikanischer Politiker. Zwischen 1825 und 1827 vertrat er den Bundesstaat Virginia im US-Repräsentantenhaus.

## Werdegang
Alfred Powell besuchte nach der Grundschule das Princeton College. Nach einem Jurastudium und seiner Zulassung als Rechtsanwalt begann er ab 1800 in Winchester in diesem Beruf zu arbeiten. Gleichzeitig schlug er eine politische Laufbahn ein. Zwischen 1812 und 1819 saß er im Senat von Virginia. In den 1820er Jahren schloss er sich der Bewegung um Präsident John Quincy Adams an und wurde Mitglied der National Republican Party.
Bei den Kongresswahlen des Jahres 1824 wurde Powell im 17. Wahlbezirk von Virginia in das US-Repräsentantenhaus in Washington, D.C. gewählt, wo er am 4. März 1825 die Nachfolge von Jared Williams antrat. Bis zum 3. März 1827 konnte er eine Legislaturperiode im Kongress absolvieren. Diese war von den heftigen Diskussionen zwischen Anhängern und Gegnern des späteren Präsidenten Andrew Jackson geprägt. Powell gehörte zu den Gegnern Jacksons.
Im Jahr 1830 war Alfred Powell Mitglied auf einer Versammlung zur Überarbeitung der Verfassung von Virginia. Er starb im Jahr 1831; sein genaues Sterbedatum ist nicht überliefert.